# 자유 티베트
자유 티베트(영어: Free Tibet)는 1987년에 설립된 비영리, 비정부 기구이다. 본부는 영국 런던에 있으며 티베트인들이 자신의 미래를 스스로가 결정할 수 있도록 티베트인의 권리를 주장한다.